# Rebels Motorcycle Club

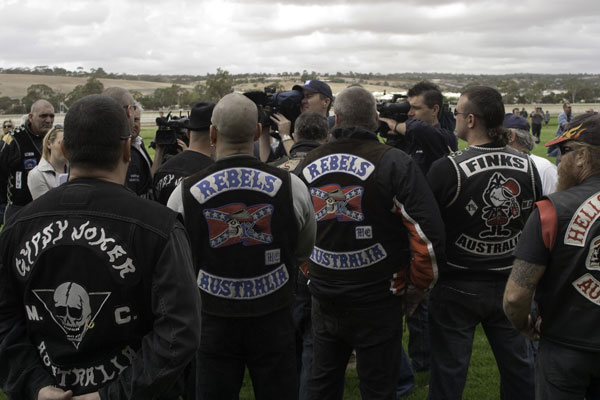
Rebels-Club-Colours (Mitte) bei einem Protest Run 2009

Der Rebels Motorcycle Club ist ein Outlaw-Motorcycle-Club in Australien mit etwa 70 Chapter und 2.000 Mitgliedern landesweit. Er ist damit der größte Motorcycle Club des Landes.

## Geschichte
Der Club wurde 1969 von Clint Jacks in Brisbane, Queensland unter dem Namen „Confederates“ ins Leben gerufen. Ihr Center Patch hat sein Aussehen noch aus dieser Zeit. Er zeigt eine Flagge der Konföderierten im Hintergrund. Im Mittelpunkt des Kreuzes ist ein Skelettkopf mit Kappe und einem 1%-Schriftzug abgebildet. Das australische Justizministerium sieht den Club als kriminelle Vereinigung an, aber der Club bezeichnet sich selbst als Verein von Motorradfreaks. Ihr derzeitiger Präsident ist der ehemalige maltesische Boxer Alex Vella.
Im Januar 2011 teilte die Polizei von Neuseeland mit, dass eine Rebels-Ortsgruppe („Chapter“) in Neuseeland eröffnet wurde. Die Polizei hatte vor dem massiven Aufkommen der Rocker gewarnt und der Stadtverwaltung nahegelegt, die Patches der Gang für illegal zu erklären. Neuseeland hat damit begonnen, Rebels-Mitglieder auszuweisen.

## Kriminelle Aktivitäten
Im November 2000 durchsuchte die Polizei die Clubhäuser von New South Wales, Queensland und Western Australia. Sie beschlagnahmten Drogen, Feuerwaffen und ein Krokodil. Einige Mitglieder wurden verhaftet.
Zwei assoziierte Mitglieder wurden wegen Mordes an einem Bandidos-Mitglied bei den Hausdurchsuchungen festgenommen. Der Bandido wurde am 22. Oktober vor seinem Clubhaus in Breakwater, Victoria erschossen.
Rebels-Mitglied Edin „Boz“ Smajovic, ein bosnischer Einwanderer, wurde im Macarthur Auto Centre in Campbelltown, New South Wales erschossen. An seinem Begräbnis nahmen 400 Rebels teil, darunter auch Vella. Die Schießerei hatte wohl keinen gangtypischen Hintergrund.
Nach einer Reihe von Hausdurchsuchungen wurden am 23. April 2009 27 Mitglieder der Rebels verhaftet. Sie sollen für eine Reihe von Verbrechen verantwortlich sein, unter anderem wird ihnen Drogenhandel (Methamphetamin, Heroin und Kokain), illegaler Waffenbesitz und Diebstahl vorgeworfen.
Am 18. Mai 2009 wurde Michael Paul Falzon zu zehn Jahren Gefängnis verurteilt. Er hatte Methamphetamin und Speed in Mackay, Rockhampton und Dalby hergestellt und benutzte die Rebels, um die Drogen in Queensland und South Australia zu verkaufen. Der Drogenring bestand von 1999 bis 2003 und soll mindestens 1,5 Millionen australische Dollar umgesetzt haben.
Am 16. Juni 2009 wurde Jamie William Dean unter dem Verdacht, ein Chemielabor angezündet zu haben, verhaftet. In diesem Labor soll er selbst Drogen hergestellt haben. Obwohl er es bestreitet, wird er zu den Rebels gezählt.